# هنغ
الهنغ هو نوع من الآلات الموسيقية وهو يتشابه مع الالات ذاتية الصوت ويعتمد على الآلة الفولاذية الكاريبية. اخترعها فيليكس روهنر وسابينا شارر في برن في سويسرا. اسم شركتهم هو PANArt الهنغbau AG.  يشار أحيانًا إلى الهنغ على أنها أسطوانة معلقة او (الاسطوانة الفولاذية) ، لكن المخترعين يعتبرون هذه تسمية خاطئة ولا يشجعون بشدة على استخدامها. 
تم تصنيع الأداة من نصفين من صفائح الفولاذ المنتردة المسحوبة بعمق   والملتصقة ببعضها البعض عند الحافة مما يترك الجزء الداخلي مجوفًا ويخلق شكل عدسة محدبة. يحتوي الجانب العلوي ("Ding") على "ملاحظة" مركزية مطروقة فيه وسبعة أو ثمانية "حقول نغمات" مطروقة حول المركز. الجزء السفلي ("Gu") عبارة عن سطح عادي به فتحة ملفوفة في المنتصف مع نغمة مضبوطة يمكن إنشاؤها عند ضرب الحافة.
تستخدم الهنغ بعضًا من نفس المبادئ الفيزيائية الأساسية التي تستخدمها المقلاة الفولاذية ، ولكن تم تعديلها بطريقة تعمل بمثابة مرنان هيلمهولتز. كان إنشاء الهنغ هو نتيجة سنوات عديدة من البحث في الصواني الفولاذية والأدوات الأخرى.  استمر مخترعو الهنغ في تحسين الشكل والمواد وأنتجوا العديد من الاختلافات على مر السنين.

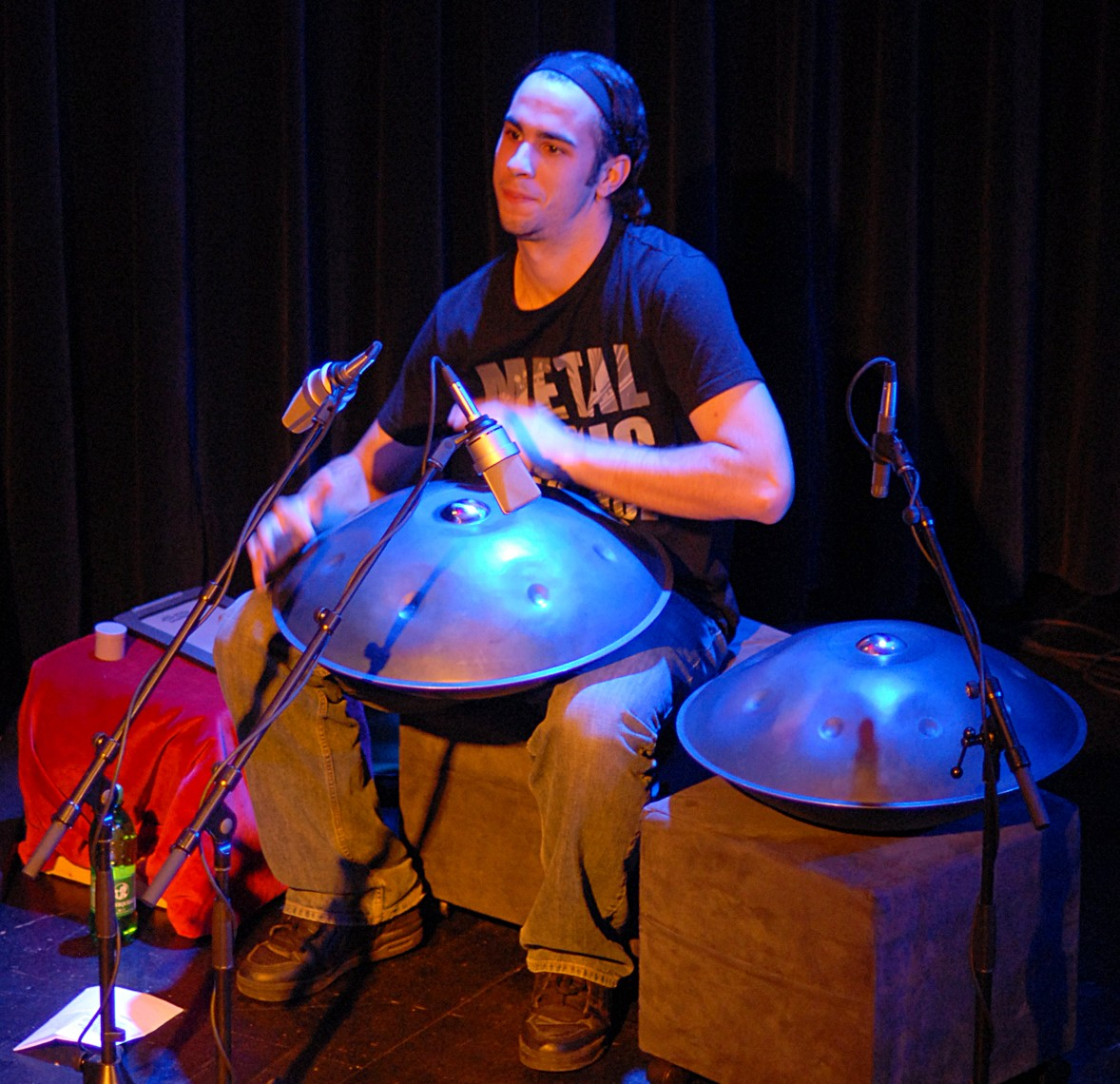
مانو ديلاغو يعزف على الة الهنغ من الجيل الأول

يتم العزف على الة الهنغ عادةً في حضن اللاعب. و يتم العزف بشكل عام باليدين والأصابع بدلاً من المطارق. تنتج وسيلة اللعب الأخف وزنًا صوتًا أكثر نعومة ودفئًا من الصوت الساطع الذي تصدره المقلاة الفولاذية التقليدية القائمة على المطرقة.
يمكن أن يبدو الجانب العلوي (Ding) من الهنغ، اعتمادًا على كيفية العزف عليه، مثل القيثارة أو الأجراس أو المقالي الفولاذية المضبوطة بشكل متناغم. يتم وضع الملاحظات في نمط متقاطع في دائرة النغمة من الأسفل إلى الأعلى بحيث يمكن للاعب، مع اتجاه محدد للتعليق، أن يصعد أو ينزل السلم بالتناوب باستخدام اليدين اليسرى واليمنى لضرب حقول النغمات. يحتوي كل حقل نغمة على نغمات متعددة موجهة بشكل خاص في المجال المسطح مع قبة في المركز. عادةً ما تكون هناك نغمة أساسية ، ونغمة علوية يتم ضبطها على أوكتاف فوق ذلك الأوكتاف الأساسي، ونغمة إضافية بخمس مثالي فوق هذا الأوكتاف ( الثاني عشر أو التريتاف ). يكون الاتجاه متسقًا إلى حد ما عبر الحقول في كل تعليق بحيث يمكن تمييز النغمات أو كتم صوتها أو استخلاصها بناءً على كيفية ومكان ضرب اللاعب لحقل النغمة.

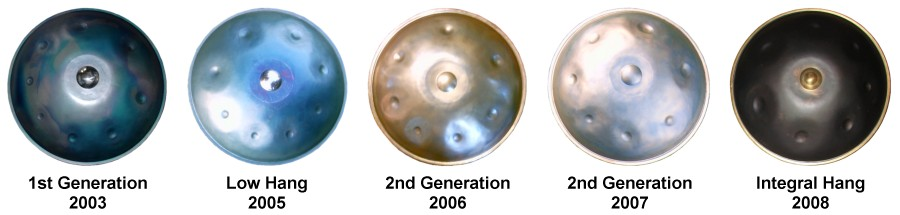
خمس مراحل تطوير لـ PANArt الهنغ

في ربيع عام 2006، قدم صانعو الهنغ جيلًا جديدًا من الهنغ. أدوات الجيل الجديد (التي يشار إليها غالبًا بالجيل الثاني ) لها طلاء سطحي من النحاس الملدن فوق الفولاذ المنترد بالإضافة إلى حلقة من النحاس حول محيط التعليق. من المقاييس العديدة المختلفة، اختزل صانعو التعليق إلى هيكل يحتوي على نوع واحد من النوتة المركزية (Ding) عند D 3. تحتوي جميع موديلات الجيل الجديد على نغمتين A (A 3 و A 4 ) بالإضافة إلى نغمة D أخرى (D 4 ) في دائرة النغمات حول Ding.  تم خلط الملاحظات المتبقية في عدة تكوينات مختلفة. تم بناء غالبية الجيل الثاني من الهنغ بمجالات سبعة نغمات في الدائرة. كان لدى الهنغ الأقدم حقول نغمة مع المسافة البادئة البيضاوية الموجهة بشكل قطري نحو Ding، مع نماذج 2007 (بالإضافة إلى Integral الهنغ) تكون حقول النغمة بزاوية حوالي 45 درجة من خط مرسوم من Ding إلى الحافة. لقد بدأوا أيضًا في وضع علامة على الرقم التسلسلي الفردي داخل فتحة Gu وتوقيع كل تعليق على الحافة الخارجية لجانب Gu من الهنغ. لم يتم إعطاء أسماء نماذج صوتية رسميًا لنماذج الجيل الثاني.

## روابط خارجية
- موقع بانارت
- مكتبة شنق
- HANG - a discreet revolution على يوتيوب. فيلم وثائقي عن الجيل الأول هنغ لتيبو كاستان وفيرونيس بانيون، فرنسا 2006.